# Punishment for Decadence
Punishment for Decadence (v překladu z angličtiny trest za dekadenci) je druhé studiové album švýcarské thrash metalové kapely Coroner. Vydáno bylo v roce 1988 hudebním vydavatelstvím Noise Records.

## Seznam skladeb
1. "Intro" – 0:13
2. "Absorbed" – 3:42
3. "Masked Jackal" – 4:48
4. "Arc-Lite" – 3:20
5. "Skeleton on Your Shoulder" – 5:34
6. "Sudden Fall" – 4:50
7. "Shadow of a Lost Dream" – 4:32
8. "The New Breed" – 4:53
9. "Voyage To Eternity" – 3:42
10. "Purple Haze" (coververze The Jimi Hendrix Experience) – 3:21

Celková délka: 38:55

## Sestava
- Ronald Broder (pseudonym Ron Royce) – vokály, baskytara
- Thomas Vetterli (pseudonym Tommy T. Baron) – kytara
- Markus Edelmann (pseudonym Marquis Marky) – bicí